# Campeonato Argentino Súper 9 2012
El torneo Súper 9 de 2012 fue la segunda edición del campeonato organizado por la Unión Argentina de Rugby para las uniones regionales en la tercera división (Zona Desarrollo) del Campeonato Argentino de Mayores y el Campeonato Argentino Juvenil. El torneo se llevó a cabo entre el 28 y el 31 de marzo de 2012, en las instalaciones del Club Los Miuras de Junín, Provincia de Buenos Aires.
A partir de esta temporada, la Unión Argentina de Rugby decidió organizar los torneos Súper 9 y Súper 9 Juvenil en conjunto, jugando ambos en su totalidad en una misma sede a lo largo de una semana y optimizando costos. Debido a esto, el torneo juvenil, correspondiente a la tercera división del Campeonato Argentino M18, se disputó durante el Campeonato Argentino de Mayores. 
El torneo de mayores fue ganado por los anfitriones, la Unión de Rugby del Oeste de Buenos Aires, que venció 12-6 en la final a la Unión de Rugby de Misiones. El torneo de juveniles fue ganado por la Unión de Rugby del Valle del Chubut tras vencer en el partido definitivo de la Copa de Oro a la Unión de Rugby de Tierra del Fuego por un ajustado 6-5. La Copa de Plata y Bronce, que solamente se disputaron en la categoría juveniles, fueron ganadas por la Unión de Rugby de Misiones y la Unión Andina de Rugby, respectivamente.

## Equipos participantes
Disputaron este torneo diez equipos en la división de mayores y nueve en Jjveniles.
| Equipo           | Unión                                    |
| ---------------- | ---------------------------------------- |
| Austral          | Unión de Rugby Austral                   |
| Formosa          | Unión de Rugby de Formosa                |
| Jujuy            | Unión Jujeña de Rugby                    |
| Lagos del Sur    | Unión de Rugby de los Lagos del Sur      |
| Misiones         | Unión de Rugby de Misiones               |
| Oeste            | Unión de Rugby del Oeste de Buenos Aires |
| San Luis         | Unión de Rugby San Luis                  |
| Santa Cruz       | Unión Santacruceña de Rugby              |
| Tierra del Fuego | Unión de Rugby de Tierra del Fuego       |
| URBA Desarrollo  | Unión de Rugby de Buenos Aires           |

| Equipo           | Unión                               |
| ---------------- | ----------------------------------- |
| Andina           | Unión Andina de Rugby               |
| Austral          | Unión de Rugby Austral              |
| Chubut           | Unión de Rugby del Valle del Chubut |
| Formosa          | Unión de Rugby de Formosa           |
| Jujuy            | Unión Jujeña de Rugby               |
| Misiones         | Unión de Rugby de Misiones          |
| San Luis         | Unión de Rugby San Luis             |
| Santa Cruz       | Unión Santacruceña de Rugby         |
| Tierra del Fuego | Unión de Rugby de Tierra del Fuego  |

Participó del torneo de mayores un seleccionado proveniente de la Unión de Rugby de Buenos Aires, URBA Desarrollo, en calidad de invitado. El torneo de mayores también iba a contar originalmente con doce equipos con la inclusión de las selecciones de Brasil y Paraguay.

## Formato

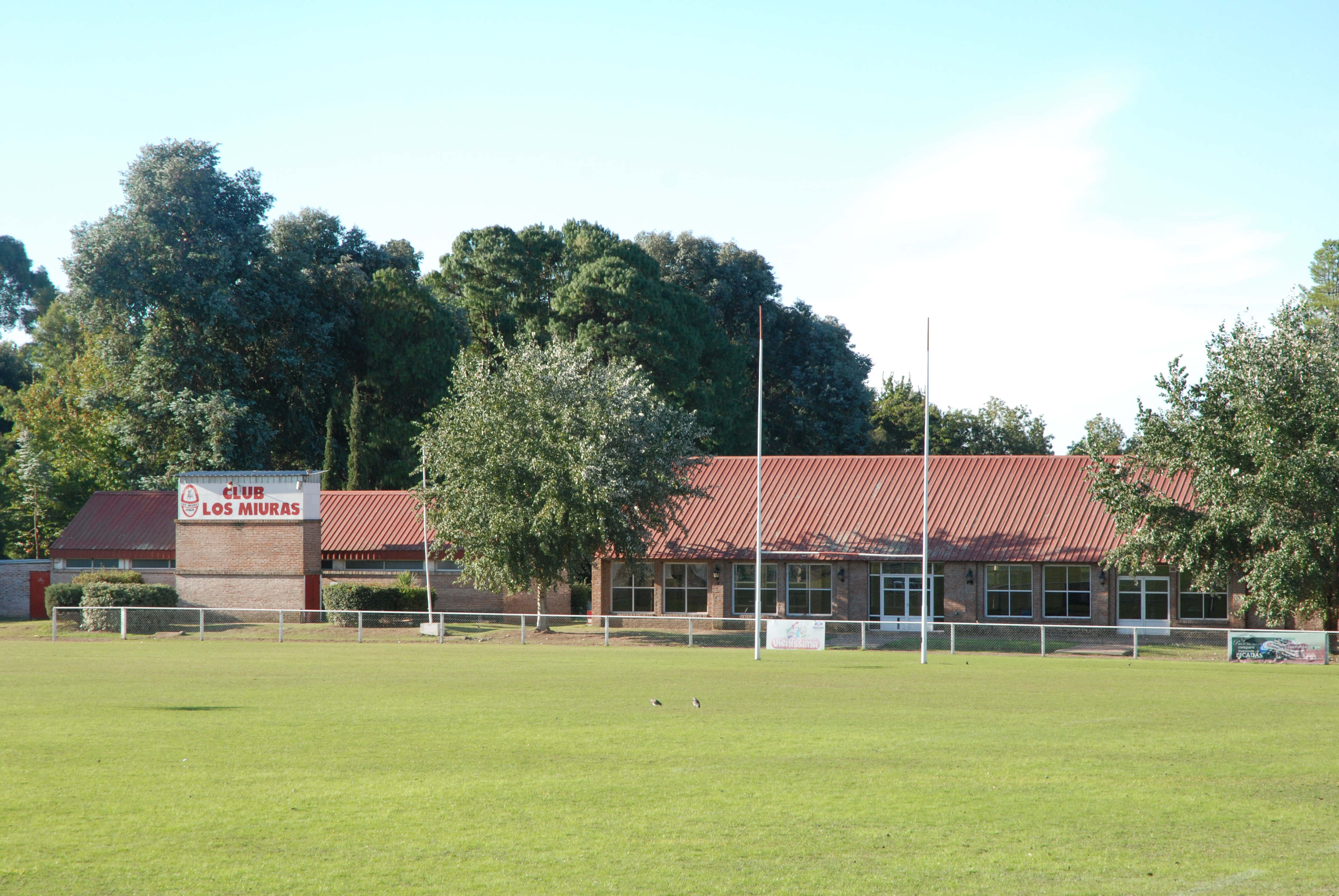
Cancha del Club Los Miuras de Junín, sede del torneo.

### Mayores
Los diez equipos fueron divididos en dos zonas de cinco equipos cada una que se resolvieron a través del sistema de todos contra todos a una sola ronda. Se otorgaron 2 puntos por partido ganado, 1 por partido empatado y 0 por partido perdido. No hubo puntos bonus. Los ganadores de cada zona se enfrentaron en una final, con el ganador ascendiendo de forma directa a la Zona Ascenso del Campeonato Argentino de Mayores de la siguiente temporada.

### Juveniles
Durante la primera fase, los nueve equipos fueron divididos en tres zonas de tres equipos cada una. Cada zona se resolvió a través del sistema de todos contra todos a una sola ronda. Se otorgaron 2 puntos por partido ganado, 1 por partido empatado y 0 por partido perdido. No hubo puntos bonus. Los 1.º de cada zona clasificaron a las Copa de Oro, los 2.º a la Copa de Plata y los 3.º a la Copa de Bronce. 
La fase final estuvo divida en tres zonas: Copa de Oro, Plata y Bronce. Cada zona se resolvió bajo el mismo formato de la primera fase.  El ganador de cada zona se adjudicó su respectiva copa, con el campeón de la Copa de Oro siendo el campeón del torneo y ascendiendo a la Zona Ascenso del Campeonato Argentino Juvenil de la siguiente temporada.

## Mayores

### Primera fase
Zona 1
| Pos. | Equipos    | Partidos | Partidos | Partidos | Tantos | Tantos | Tantos | Pts. |
| Pos. | Equipos    | G        | E        | P        | PF     | PC     | DP     | Pts. |
| ---- | ---------- | -------- | -------- | -------- | ------ | ------ | ------ | ---- |
| 1.°  | Misiones   | 4        | 0        | 0        | 57     | 27     | +30    | 8    |
| 2.°  | Austral    | 3        | 0        | 1        | 67     | 14     | +53    | 6    |
| 3.°  | Formosa    | 2        | 0        | 2        | 65     | 29     | +36    | 4    |
| 4.°  | Jujuy      | 1        | 0        | 3        | 31     | 55     | -24    | 2    |
| 5.°  | Santa Cruz | 0        | 0        | 4        | 14     | 109    | -95    | 0    |

|  | Clasifica a la final |

| 29 de marzo | Jujuy | 12 - 0  | Santa Cruz | Club Los Miuras, Junín |  |
|             |       | Reporte |            |                        |  |

| 29 de marzo | Austral | 5 - 0   | Formosa | Club Los Miuras, Junín |  |
|             |         | Reporte |         |                        |  |

| 29 de marzo | Misiones | 24 - 7  | Santa Cruz | Club Los Miuras, Junín |  |
|             |          | Reporte |            |                        |  |

| 29 de marzo | Jujuy | 0 - 22  | Austral | Club Los Miuras, Junín |  |
|             |       | Reporte |         |                        |  |

| 29 de marzo | Misiones | 12 - 8  | Formosa | Club Los Miuras, Junín |  |
|             |          | Reporte |         |                        |  |

| 31 de marzo | Santa Cruz | 7 - 35  | Austral | Club Los Miuras, Junín |  |
|             |            | Reporte |         |                        |  |

| 31 de marzo | Jujuy | 7 - 14  | Misiones | Club Los Miuras, Junín |  |
|             |       | Reporte |          |                        |  |

| 31 de marzo | Formosa | 38 - 0  | Santa Cruz | Club Los Miuras, Junín |  |
|             |         | Reporte |            |                        |  |

| 31 de marzo | Misiones | 7 - 5   | Austral | Club Los Miuras, Junín |  |
|             |          | Reporte |         |                        |  |

| 31 de marzo | Jujuy | 12 - 19 | Formosa | Club Los Miuras, Junín |  |
|             |       | Reporte |         |                        |  |

Zona 2
| Pos. | Equipos          | Partidos | Partidos | Partidos | Tantos | Tantos | Tantos | Pts. |
| Pos. | Equipos          | G        | E        | P        | PF     | PC     | DP     | Pts. |
| ---- | ---------------- | -------- | -------- | -------- | ------ | ------ | ------ | ---- |
| 1.°  | URBA Desarrollo  | 4        | 0        | 0        | 67     | 0      | +67    | 8    |
| 2.°  | Oeste            | 3        | 0        | 1        | 37     | 27     | +10    | 6    |
| 3.°  | Lagos del Sur    | 2        | 0        | 2        | 35     | 32     | +3     | 4    |
| 4.°  | San Luis         | 1        | 0        | 3        | 20     | 33     | -13    | 2    |
| 5.°  | Tierra del Fuego | 0        | 0        | 4        | 0      | 67     | -67    | 0    |

|  | Clasifica a la final |

| 29 de marzo | San Luis | 7 - 0   | Tierra del Fuego | Club Los Miuras, Junín |  |
|             |          | Reporte |                  |                        |  |

| 29 de marzo | Oeste | 0 - 14  | URBA Desarrollo | Club Los Miuras, Junín |  |
|             |       | Reporte |                 |                        |  |

| 29 de marzo | Lagos del Sur | 24 - 0  | Tierra del Fuego | Club Los Miuras, Junín |  |
|             |               | Reporte |                  |                        |  |

| 29 de marzo | San Luis | 10 - 15 | Oeste | Club Los Miuras, Junín |  |
|             |          | Reporte |       |                        |  |

| 29 de marzo | Lagos del Sur | 0 - 19  | URBA Desarrollo | Club Los Miuras, Junín |  |
|             |               | Reporte |                 |                        |  |

| 31 de marzo | Tierra del Fuego | 0 - 12  | Oeste | Club Los Miuras, Junín |  |
|             |                  | Reporte |       |                        |  |

| 31 de marzo | San Luis | 3 - 8   | Lagos del Sur | Club Los Miuras, Junín |  |
|             |          | Reporte |               |                        |  |

| 31 de marzo | URBA Desarrollo | 24 - 0  | Tierra del Fuego | Club Los Miuras, Junín |  |
|             |                 | Reporte |                  |                        |  |

| 31 de marzo | Lagos del Sur | 3 - 10  | Oeste | Club Los Miuras, Junín |  |
|             |               | Reporte |       |                        |  |

| 31 de marzo | San Luis | 0 - 10  | URBA Desarrollo | Club Los Miuras, Junín |  |
|             |          | Reporte |                 |                        |  |

### Final
| 31 de marzo | Oeste | 12 - 6  | Misiones | Club Los Miuras, Junín |  |
|             |       | Reporte |          |                        |  |

| Bandera de la Provincia de Buenos Aires |
| Oeste Campeón Súper 9                   |
| Primer título                           |

## Juveniles

### Primera fase
Zona 1
| Pos. | Equipos | Partidos | Partidos | Partidos | Tantos | Tantos | Tantos | Pts. |
| Pos. | Equipos | G        | E        | P        | PF     | PC     | DP     | Pts. |
| ---- | ------- | -------- | -------- | -------- | ------ | ------ | ------ | ---- |
| 1.°  | Chubut  | 2        | 0        | 0        | 38     | 5      | +33    | 4    |
| 2.°  | Jujuy   | 1        | 0        | 1        | 12     | 12     | +0     | 2    |
| 3.°  | Andina  | 0        | 0        | 2        | 5      | 38     | -33    | 0    |

|  | Clasifica a Copa de Oro    |
|  | Clasifica a Copa de Plata  |
|  | Clasifica a Copa de Bronce |

| 28 de marzo | Chubut | 12 - 0  | Jujuy | Club Los Miuras, Junín |  |
|             |        | Reporte |       |                        |  |

| 28 de marzo | Andina | 0 - 12  | Jujuy | Club Los Miuras, Junín |  |
|             |        | Reporte |       |                        |  |

| 28 de marzo | Chubut | 26 - 5  | Andina | Club Los Miuras, Junín |  |
|             |        | Reporte |        |                        |  |

Zona 2
| Pos. | Equipos          | Partidos | Partidos | Partidos | Tantos | Tantos | Tantos | Pts. |
| Pos. | Equipos          | G        | E        | P        | PF     | PC     | DP     | Pts. |
| ---- | ---------------- | -------- | -------- | -------- | ------ | ------ | ------ | ---- |
| 1.°  | Tierra del Fuego | 2        | 0        | 0        | 50     | 0      | +50    | 4    |
| 2.°  | Misiones         | 1        | 0        | 1        | 36     | 12     | +24    | 2    |
| 3.°  | Formosa          | 0        | 0        | 2        | 0      | 74     | -74    | 0    |

|  | Clasifica a Copa de Oro    |
|  | Clasifica a Copa de Plata  |
|  | Clasifica a Copa de Bronce |

| 28 de marzo | Tierra del Fuego | 38 - 0  | Formosa | Club Los Miuras, Junín |  |
|             |                  | Reporte |         |                        |  |

| 28 de marzo | Misiones | 36 - 0  | Formosa | Club Los Miuras, Junín |  |
|             |          | Reporte |         |                        |  |

| 28 de marzo | Tierra del Fuego | 12 - 0  | Misiones | Club Los Miuras, Junín |  |
|             |                  | Reporte |          |                        |  |

Zona 3
| Pos. | Equipos    | Partidos | Partidos | Partidos | Tantos | Tantos | Tantos | Pts. |
| Pos. | Equipos    | G        | E        | P        | PF     | PC     | DP     | Pts. |
| ---- | ---------- | -------- | -------- | -------- | ------ | ------ | ------ | ---- |
| 1.°  | Austral    | 2        | 0        | 0        | 67     | 0      | +67    | 4    |
| 2.°  | San Luis   | 1        | 0        | 1        | 13     | 43     | -30    | 2    |
| 3.°  | Santa Cruz | 0        | 0        | 2        | 12     | 49     | -37    | 0    |

|  | Clasifica a Copa de Oro    |
|  | Clasifica a Copa de Plata  |
|  | Clasifica a Copa de Bronce |

| 28 de marzo | San Luis | 13 - 12 | Santa Cruz | Club Los Miuras, Junín |  |
|             |          | Reporte |            |                        |  |

| 28 de marzo | Austral | 36 - 0  | Santa Cruz | Club Los Miuras, Junín |  |
|             |         | Reporte |            |                        |  |

| 28 de marzo | San Luis | 0 - 31  | Austral | Club Los Miuras, Junín |  |
|             |          | Reporte |         |                        |  |

### Fase final
Copa de Oro
| Pos. | Equipos          | Partidos | Partidos | Partidos | Tantos | Tantos | Tantos | Pts. |
| Pos. | Equipos          | G        | E        | P        | PF     | PC     | DP     | Pts. |
| ---- | ---------------- | -------- | -------- | -------- | ------ | ------ | ------ | ---- |
| 1.°  | Chubut           | 2        | 0        | 0        | 25     | 16     | +9     | 4    |
| 2.°  | Tierra del Fuego | 1        | 0        | 1        | 27     | 11     | +16    | 2    |
| 3.°  | Austral          | 0        | 0        | 2        | 16     | 41     | -25    | 0    |

|  | Campeón Copa de Oro |

| 30 de marzo | Chubut | 19 - 11 | Austral | Club Los Miuras, Junín |  |
|             |        | Reporte |         |                        |  |

| 30 de marzo | Tierra del Fuego | 22 - 5  | Austral | Club Los Miuras, Junín |  |
|             |                  | Reporte |         |                        |  |

| 30 de marzo | Chubut | 6 - 5   | Tierra del Fuego | Club Los Miuras, Junín |  |
|             |        | Reporte |                  |                        |  |

Copa de Plata
| Pos. | Equipos  | Partidos | Partidos | Partidos | Tantos | Tantos | Tantos | Pts. |
| Pos. | Equipos  | G        | E        | P        | PF     | PC     | DP     | Pts. |
| ---- | -------- | -------- | -------- | -------- | ------ | ------ | ------ | ---- |
| 1.°  | Misiones | 2        | 0        | 0        | 53     | 20     | +33    | 4    |
| 2.°  | Jujuy    | 1        | 0        | 1        | 32     | 24     | +8     | 2    |
| 3.°  | San Luis | 0        | 0        | 2        | 0      | 41     | -41    | 0    |

|  | Campeón Copa de Plata |

| 30 de marzo | San Luis | 0 - 12  | Jujuy | Club Los Miuras, Junín |  |
|             |          | Reporte |       |                        |  |

| 30 de marzo | Misiones | 24 - 20 | Jujuy | Club Los Miuras, Junín |  |
|             |          | Reporte |       |                        |  |

| 30 de marzo | San Luis | 0 - 29  | Misiones | Club Los Miuras, Junín |  |
|             |          | Reporte |          |                        |  |

Copa de Bronce
| Pos. | Equipos    | Partidos | Partidos | Partidos | Tantos | Tantos | Tantos | Pts. |
| Pos. | Equipos    | G        | E        | P        | PF     | PC     | DP     | Pts. |
| ---- | ---------- | -------- | -------- | -------- | ------ | ------ | ------ | ---- |
| 1.°  | Andina     | 2        | 0        | 0        | 30     | 3      | +27    | 4    |
| 2.°  | Formosa    | 1        | 0        | 1        | 25     | 13     | +12    | 2    |
| 3.°  | Santa Cruz | 0        | 0        | 2        | 0      | 39     | -39    | 0    |

|  | Campeón Copa de Bronce |

| 30 de marzo | Andina | 17 - 0  | Santa Cruz | Club Los Miuras, Junín |  |
|             |        | Reporte |            |                        |  |

| 30 de marzo | Formosa | 22 - 0  | Santa Cruz | Club Los Miuras, Junín |  |
|             |         | Reporte |            |                        |  |

| 30 de marzo | Andina | 13 - 3  | Formosa | Club Los Miuras, Junín |  |
|             |        | Reporte |         |                        |  |

## Tabla de posiciones
| 1.° | Chubut           | 4 | 0 | 0 | 63 | 21 | +42 | 8 |
| 2.° | Tierra del Fuego | 3 | 0 | 1 | 77 | 11 | +66 | 6 |
| 3.° | Austral          | 2 | 0 | 2 | 83 | 41 | +42 | 4 |
| 4.° | Misiones         | 3 | 0 | 1 | 89 | 32 | +57 | 6 |
| 5.° | Jujuy            | 2 | 0 | 2 | 44 | 36 | +8  | 4 |
| 6.° | San Luis         | 1 | 0 | 3 | 13 | 84 | -71 | 2 |
| 7.° | Andina           | 2 | 0 | 2 | 35 | 41 | -6  | 4 |
| 8.° | Formosa          | 1 | 0 | 3 | 25 | 87 | -62 | 2 |
| 9.° | Santa Cruz       | 0 | 0 | 4 | 12 | 88 | -76 | 0 |

|  | Campeón Copa de Oro y asciende a Zona Ascenso 2013. |
|  | Campeón Copa de Plata.                              |
|  | Campeón Copa de Bronce.                             |

| Bandera de la Provincia del Chubut |
| Chubut Campeón Súper 9 Juvenil     |
| Primer título                      |